# Гласслох
Гласслох (англ. Glasslough; ирл. Glas Loch) — деревня в Ирландии, находится в графстве Монахан (провинция Ольстер).
В 1978 году деревня выигрывала Irish Tidy Towns Competition.

## Демография
Население — 290 человек (по переписи 2006 года). В 2002 году население составляло 296 человек.
Данные переписи 2006 года:
| Общие демографические показатели |               |                               |                               |      |      |
| Всё население                    | Всё население | Изменения населения 2002—2006 | Изменения населения 2002—2006 | 2006 | 2006 |
| 2002                             | 2006          | чел.                          | %                             | муж. | жен. |
| 296                              | 290           | −6                            | −2                            | 137  | 153  |